# Stenosarina sphenoidea
Stenosarina sphenoidea är en armfotingsart som först beskrevs av John Gwyn Jeffreys 1878.  Stenosarina sphenoidea ingår i släktet Stenosarina och familjen Terebratulidae. Inga underarter finns listade i Catalogue of Life.